# 만세력
만세력(萬歲曆)은 사주팔자를 볼 때 쓰이는 달력이다. 년주, 월주, 일주, 시주를 간지로 나타낸다.

## 상세
- 만세력은 절기력을 기반으로 만들어져 있다.

- 절기력은 태양을 중심으로 30도씩 12절기가 펼쳐져 있다. 12절기의 각도는 지구의 자전축 방향에 따라 결정되며, 지구가 세차운동을 하면서 자전축 방향이 회전하면 전체 각도도 같이 회전한다.

- 만세력은 태양의 12절기가 지구를 중심으로도 펼쳐져 있는 것이다. 이 각도는 지구와 태양이 마주보는 방향에 따라 결정되며, 지구가 공전을 하면서 태양과 마주보는 방향이 회전하면 전체 각도도 같이 회전한다.

- 태양 중심 12절기로는 년주와 월주를 알 수 있다. 공전-세차운동에 의해서 결정된다.

- 지구 중심 12절기로는 일주와 시주를 알 수 있다. 자전-공전에 의해서 결정된다.

- 사람이 공전축을 몇 바퀴 돌았느냐에 따라 년간, 년지, 월간이 결정된다.

- 사람이 자전축을 몇 바퀴 돌았느냐에 따라 일간, 일지, 시간(時干)이 결정된다.

- 사람이 다른 사람들보다 공전축을 몇 바퀴 더 돌 수는 없다. 그러려면 태양계를 돌고 와야 하기 때문이다.

- 사람이 다른 사람들보다 자전축을 몇 바퀴 더 돌 수는 있다. 북극이나 남극 주위를 돌면 되기 때문이다. 즉 세계일주를 한 사람들은 오늘의 운세가 맞지 않게 된다.[1]